# Африканская пальмовая белка
Африканская пальмовая белка (Epixerus ebii) — вид семейства Беличьи из монотипического  рода Epixerus. Общая длина, включая хвост, до 60 сантиметров. Эти относительно крупные белки, которые очень скрытно живут в нескольких изолированных районах тропических лесов в Западной Африки. Это дневной и преимущественно одиночной вид. Они питаются семенами и плодами, а в некоторых частях ареала преимущественно орехами с твердой скорлупой, которые вскрывают зубами. Детали образа жизни известны относительно плохо.

## Особенности
Африканская пальмовая белка — сравнительно крупный вид среди представителей африканских белок. Длина тела животных составляет от 27 до 30 сантиметров, хвост достигает почти такой же длины от 28 до 30 сантиметров. Вес составляет от 400 до 650 граммов, причем самцы тяжелее самок. Телосложение стройное, с длинными ногами и длинным пушистым хвостом. Задние лапы заметно длиннее передних, длина стопы составляет около 55 миллиметров, длина уха — от 20 до 22 миллиметров.
У животных короткая шерсть и рыжевато-бурая основная окраска с чёрными и желтоватыми пестринками на спине и белыи пятном на горле, брюхо более светлое, чем спина, красно-желтого цвета. На боках тела полос нет, а окраска брюха резко отличается от окраски спины. Пушистый серый хвост имеет чёрные и бледно-серые полосы сверху и характерный узор из рыжих, чёрных и белых или серых полос на нижней стороне. Зверёк держит хвост горизонтально, или он свисает, но никогда не загибает его на спину. Голова короткая и широкая с выраженными жевательными мышцами. Глаза большие, как и уши. Ушные раковины выходят за пределы лба и в основном безволосые. У самок от восьми до десяти пар сосков.
Сходна и может быть перепутана с масличной белкой (Protoxerus stangeri), которая серее, а уши у неё короче и не выходят за пределы лба.
Зубная формула африканской пальмовой белки следующая: 1.0.1.31.0.1.3. В верхней и нижней челюстях у животных есть на каждой стороне по одному резцу (резцу), после которого идёт разрыв зубного ряда под названием  диастема. Далее следуют премоляр и три моляра. Всего у животных 20 зубов.
Специфические особенности этого вида и рода заключаются в сравнительно большом черепе, длина которого превышает 65 миллиметров и который имеет некоторые характерные черты. костное небо простирается далеко позади задних моляров, а отношение длины неба к межглазничному промежутку (межглазничной ширине) составляет от 56 до 65%.

## Распространение и места обитания
Африканская пальмовая белка встречается в некоторых частях Западной Африки, где обитает в трех отдельных областях, часть из которых населена своими собственными подвидами. Номинальная форма E. ebii ebii обитает в Кот-д’Ивуаре и  Гане к западу от бассейна реки Вольты, подвид E. ebii jonesi к западу от него в Сьерра-Леоне, где он зарегистрирован только в горах Бинтимани и в лесу Гола, а также в Либерии. Изолировано от двух других подвида распространён E. ebii wilsoni, он живёт в Камеруне к югу от Санаги, в Экваториальной Гвинее и Габоне, а также в изолированном участке ареала в Республике Конго.

## Oбраз жизни
Африканская пальмовая белка обитает в основном в вечнозеленых влажных тропических лесах и держится среди подлеска или часто в зарослях пальмы рафии (род Raphia) и других подобных растений. В Либерии животные обитают во влажных вечнозеленых и листопадных лесах, в Сьерра-Леоне они также встречаются в горных лесах на высоте чуть более 1000 метров. Белки ведут дневной образ жизни, но при этом отмечалось, что для них характерны только очень короткие периоды активности. Кроме того, они обычно живут ведут одиночный образ жизни и отлично прячутся в ветвях подлеска, что затрудняет их поиск и наблюдение за  ними. Примерно в 80 % встреч были обнаружены одиночные животные, в остальных 20 % они держались вместе парами или тройками. Размер территории взрослых животных был определен с помощью телеметрических измерений у отдельных животных в Габоне и составляет около 22 га для меченых самцов и около 14 га для самок. В пределах индивидуального участка животные постоянно меняют свое положение: самцы со скоростью около 115 метров в час, а самки со скоростью 144 метра в час.
Животные строят свои гнезда в дуплах деревьев с узким входом. Они выходят из убежища утром и возвращаются днем. Животные ищут пищу в основном на поверхности земли, в которую входят насекомые, семена и опавшие плоды. Состав пищи меняется в зависимости от сезона. В Габоне эти белки предпочитают твердые орехи Panda oleosa, которыми кроме них питаются слоны. Животные расщепляют старые орехи, а более молодые орехи, чтобы добраться до ядра, разгрызают по средней линии  пополам. В регионах, где есть Panda oleosa, места кормления белок очень легко обнаружить по скорлупе вскрытых орехов. Для поедания, в частности, твёрдых орехов они ищут постоянное место кормежки в подлеске на высоте 0,5–1,5 метра над землей, откуда могут заранее увидеть потенциальную опасность и в то же время находятся в укрытии. Их присутствие в лесном массиве можно определить по остаткам скорлупы, скопившимся под низко свисающими ветвями. Кроме того, белки прячут орехи на расстоянии более 20 метров от плодоносящих деревьев и, таким образом, также способствуют распространению вида. При угрозе животные забираются на ветки и выбирают ветку, с  которой они могут укромно высматривать источник потенциальной опасности. При тревоге животные издают звуки подобные стаккато, которые могут меняться  от мягкого скрежета резцов при угрозе до высоких криков тревоги. При этом белка машет свисающим пушистым хвостом в обе стороны.
Размножение животных плохо изучено, и в одном гнезде зарегистрирован только один помет из двух детенышей. В одном известном случае задокументировано спаривание самки в эструс с несколькими самцами. Также нет информации о потенциальных хищниках и паразитах.

## Систематика
Африканская пальмовая белка — единственный вид монотипического рода африканских пальмовых белок (Epixerus). Первое научное описание было сделано в 1853 году Конрад Якоб Темминк под названием Sciurus ebii, типовые экземпляры из Ганы были помещены в коллекцию  Национального музея естественной истории (Rijksmuseum van Natuurlijke Historie) в Лейдене. В 1909 году Олдфилд Томас описал новый род Epixerus с типовым видом Sciurus wilsoni Du Chaillu, 1860. Это название сейчас рассматривается, как младший синоним Epixerus ebii. Поль дю Шайю, который стал всемирно известен как путешественник в Африку, собрал экземпляры Sciurus wilsoni вместе с другими видами животных в экваториальной Африке и описал их в 1860 году. Томас отделял два известных тогда вида E. ebii и E. wilsoni от родов Protoxerus и Funisciurus из-за особенностей строения скуловой дуги и структуры коронок зубов.
Построенная на основе молекулярно-биологических данных  филогенетическое древо белок из трибы Protoxerini показало, что сестринской группой африканской пальмовой белке приходится род масличных белок (Protoxerus). Клада из этих двух родов противостоит аналогичной кладе из двух сестринских родов  полосатых (Funisciurus) и кустарниковых белок (Paraxerus).
Внутри вида выделяют три подвида вместе с номинальной формой:
- Epixerus ebii ebii, номинальная форма; обитает в Кот-д'Ивуаре и в  Гане к западу от бассейна реки Вольты. Подвид имеет красновато-коричневую голову и коричневую спину.
- Epixerus ebii jonesi обитает в Сьерра-Леоне и Либерии. Голова и спина окрашены в ярко рыжий цвет.
- Epixerus ebii wilsoni обитает в  Камеруне к югу от Санаги, в Экваториальной Гвинее и Габоне и в отдельной области в Республике Конго. Голова и спина приглушенно рыжеватые.

Epixerus ebii wilsoni в прошлом считался отдельным видом под названием пальмовая белка Вильсона (Epixerus wilsoni Du Chaillu 1860), при таком подходе, помимо номинальной формы, был описан ещё один подвид Epixerus wilsoni mayumbicus. В 1954 году Робертом Уильямом Хейманом  был описан  и назван в честь коллекционера Т. С. Джонса  новый подвид из Сьерра-Леоне Epixerus ebii jonesi. В 1964 году этот подвид был также обнаружен в Либерии.
Ископаемые находки рода Epixerus неизвестны, однако ископаемая белка Kubwaxerus pattersoni из позднего миоцена Кении, описанная в 1986 году, возможно, связана с этим родом.

## Угрозы и меры охраны
Хотя численность этого вида еще недостаточно известна, он классифицируется МСОП как «вызывающий наименьшие опасения» (то есть не подвергается опасности) до дальнейшего уведомления. Это объясняется  сравнительно широким распространением и предполагаемой большой численностью. При этом этих животных нельзя назвать обычными и встречаются они достаточно редко, в музеях доступно лишь несколько сохранившихся экземпляров, а достоверные наблюдения известны только из отдельных изолированных районах.
Потенциальные угрозы для вида возникают из-за вырубки лесов и в результате преобразования территорий некогда занятых тропическими лесами в сельскохозяйственные земли. Местные жители отлавливают этот вид сетями как объект охоты.

## Комментарии
1. ↑  Во всех справочниках  дата описания Полем дю Шайю Epixerus  wilsoni указывается как 1860 год. Однако дата издания 7-го тома Трудов Бостонского естественно-исторического общества (Proceedings of the Boston Society of Natural History), на которое при этом ссылаются, 1866 год. Из публикации ясно, что это письмо Поля дю Шайю в Бостонское общество, адресованное Председательствующему президенту и датированное 7 ноября 1860 года. Таким образом, 1860 год — это дата написания, а не публикации[10]. Тогда по правилам Зоологической номенклатуры  при упоминании Epixerus  wilsoni следует ссылаться на 1866, а не на 1860.